# Peter Lax
Peter David Lax (maďarsky Lax Péter, 1. května 1926 Budapešť – 16. května 2025 Manhattan) byl americký matematik židovsko-maďarského původu. Zabýval se jak aplikovanou, tak i čistou matematikou. Udělal velký pokrok v oblasti dynamiky kapalin, rázových vln, fyziky solitonu, hyperbolických zákonů zachování a matematického modelování.

## Životopis
V roce 1941 odešel se svými rodiči (Klara Kornfieldová a Henry Lax) do New Yorku, kde studoval na Stuyvesantově střední škole, která je zaměřena na matematiku a přírodní vědy. Poté absolvoval Newyorskou univerzitu (New York University), kde mu vedoucího doktorské práce dělal významný matematik Kurt O. Friedrichs. Během studií se Peter Lax v roce 1946 oženil s Anneli Cahnovou.
V roce 1958 vyslovil domněnku týkající se maticové reprezentace jisté třídy hyperbolických polynomů, kterou se čtyři desetiletí nepodařilo dokázat ani vyvrátit. Zájem o Laxovu domněnku rostl vzhledem k její důležitosti a jejím důsledkům v dané oblasti matematiky. Domněnka byla nakonec v roce 2003 dokázána.
Pracoval na fakultě matematiky na Courantově institutu matematických věd (Courant Institute of Mathematical Sciences), který je součástí Newyorské univerzity.
Byl členem Národní akademie věd USA, v roce 1987 mu byla udělena cena Wolfova cena, roku 2000 Wienerova cena za aplikovanou matematiku a v roce 2005 Abelova cena.